# Johann Eberhard Osiander
Johann Eberhard Osiander (* 31. Oktober 1750 in Friolzheim; † 19. Februar 1800 in Stuttgart) war ein deutscher lutherischer Theologe.

## Leben
Osiander wurde als Sohn des evangelischen Pfarrers von Friolzheim Heinrich Osiander (* 12. Oktober 1715 in Sindelfingen; † 22. September 1783 in Großglattbach) geboren. Er hatte ein Studium der Theologie an der Universität Tübingen absolviert und dort 1770 den akademischen Grad eines Magisters der Philosophie erworben. Nachdem er 1774 als Vikar in Eningen unter Achalm tätig gewesen war, wurde er 1775 Repetent am evangelischen Stift in Tübingen und 1779 Vikar in Stuttgart. 1780 stieg er zum Diakon in Göppingen auf, war 1783 Diakon an St. Leonhard in Stuttgart, 1786 Diakon an der Stuttgarter Hospitalkirche und seit 1793 Archidiakon an der Stuttgarter Stiftskirche.
Aus seiner Ehe mit Friedricke Walz hatte der Sohn Johann Ernst Osiander ebenfalls Bedeutung erlangt. Ein Enkel war der Orientalist Ernst Osiander.

## Werke (Auswahl)
- Vollständiges Magisterbuch. 1771
- Erklärung der Briefe Petri, Jacobi und Judae. In bieblische Summarien